# Colombiansk peso
Colombianske peso er valutaen i Colombia. Den formelle forkortelse er COP (ISO 4217), i daglig tale COL $. Det officielle symbol er $. Udstedelsen varetages af Banco de la República. I 2016 præges ikke mønter med en lavere værdi en 50 peso og højere end 1000 peso, sedler trykkes med en værdi mellem 1000 og 100.000 peso.

## Mønter
| Mønter i omløb (siden 2012) | Mønter i omløb (siden 2012) | Mønter i omløb (siden 2012) | Mønter i omløb (siden 2012) | Mønter i omløb (siden 2012) | Mønter i omløb (siden 2012) | Mønter i omløb (siden 2012)                                                     | Mønter i omløb (siden 2012)          | Mønter i omløb (siden 2012)                                                   |
| Billede                     | Billede                     | Pålydende                   | Tekniske parametre          | Tekniske parametre          | Tekniske parametre          | Tekniske parametre                                                              | Beskrivelse                          | Beskrivelse                                                                   |
| Forside                     | Bagside                     | Pålydende                   | Diameter                    | Tykkelse                    | Masse                       | Sammensætning                                                                   | Forside                              | Bagside                                                                       |
| --------------------------- | --------------------------- | --------------------------- | --------------------------- | --------------------------- | --------------------------- | ------------------------------------------------------------------------------- | ------------------------------------ | ----------------------------------------------------------------------------- |
|                             |                             | 50 pesos                    | 17 mm                       | 1.3 mm                      | 2.0 g                       | kobber, nikkel, zink                                                            | Brillebjørn.                         | Pålydende, omkranset med ordene "Republica de Colombia" og året for prægning. |
|                             |                             | 100 pesos                   | 20.3 mm                     | 1.55 mm                     | 3.34 g                      | 92% kobber 6% aluminium 2% nikkel                                               | Frailejón (Espeletia).               | Pålydende, omkranset med ordene "Republica de Colombia" og året for prægning. |
|                             |                             | 200 pesos                   | 22.4 mm                     | 1.7 mm                      | 4.61 g                      | 65% kobber 20% zink 15% nikkel                                                  | En lyserød ara.                      | Pålydende, omkranset med ordene "Republica de Colombia" og året for prægning. |
|                             |                             | 500 pesos                   | 23.7 mm                     | 2 mm                        | 7.14 g                      | Kant: 65% kobber 20% zink 15% nikkel Centrum: 92% kobber 6% aluminium 2% nikkel | Glas frø (Hyalinobatrachium ruedai). | Pålydende, omkranset med ordene "Republica de Colombia" og året for prægning. |
|                             |                             | 1000 pesos                  | 26.7 mm                     |                             | 9.95 g                      | Kant: 92% kobber 6% aluminium 2% nikkel Centrum: 65% kobber 20% zink 15% nikkel | Uægte karette (Caretta caretta).     | Pålydende, omkranset med ordene "Republica de Colombia" og året for prægning. |

| Øjeblikket cirkulerer mønter | Øjeblikket cirkulerer mønter | Øjeblikket cirkulerer mønter | Øjeblikket cirkulerer mønter | Øjeblikket cirkulerer mønter | Øjeblikket cirkulerer mønter | Øjeblikket cirkulerer mønter                                                    | Øjeblikket cirkulerer mønter | Øjeblikket cirkulerer mønter |
| Billede                      | Billede                      | Pålydende                    | Tekniske parametre           | Tekniske parametre           | Tekniske parametre           | Tekniske parametre                                                              | Beskrivelse | Beskrivelse                  |
| Forside                      | Bagside                      | Pålydende                    | Diameter                     | Tykkelse                     | Masse                        | Sammensætning                                                                   | Forside | Bagside                      |
| ---------------------------- | ---------------------------- | ---------------------------- | ---------------------------- | ---------------------------- | ---------------------------- | ------------------------------------------------------------------------------- | --- | ---------------------------- |
|                              |                              | 50 pesos                     | 21 mm                        | 1.3 mm                       | 4.5 g                        | 65% kobber 620% zink 15% nikkel                                                 | Colombias våbenskjold med ordene "República Colombia"                                                                                  | Pålydende                    |
|                              |                              | 100 pesos                    | 23 mm                        | 1.55 mm                      | 5.31 g                       | 92% kobber 6% aluminium 2% nikkel                                               | Colombias våbenskjold med ordene "República de Colombia"                                                                               | Pålydende                    |
|                              |                              | 200 pesos                    | 24.4 mm                      | 1.7 mm                       | 7.08 g                       | 65% kobber 20% zink 15% nikkel                                                  | Figur fra Quimbaya-stammen | Pålydende og år for prægning |
|                              |                              | 500 pesos                    | 23.5 mm                      | 2 mm                         | 7.43 g                       | Kant: 65% kobber 20% zink 15% nikkel Centrum: 92% kobber 6% aluminium 2% nikkel | Guacarí træ "El árbol de Guacarí", i erkendelse af den indsats, som befolkningen i Guacarí, Valle del Cauca gør for at bevare miljøet. | Pålydende og år for prægning |

## Sedler
|  |  | 2000 pesos    | 128 × 66 mm | Blå             | Débora Arango           | Caño Cristales flod                                                                                               |
|  |  | 5000 pesos    | 133 × 66 mm | Brun, Cyan      | José Asunción Silva     | Colombiansk Páramo                                                                                                |
|  |  | 10 000 pesos  | 138 × 66 mm | Rød             | Virginia Gutiérrez      | Amazon naturlige region                                                                                           |
|  |  | 20 000 pesos  | 143 × 66 mm | Orange          | Alfonso López Michelsen | La Mojana kanaler i regionen Zenú folk og sombrero Vueltiao (drejet hat)                                          |
|  |  | 50 000 pesos  | 148 × 66 mm | Lilla, blå      | Gabriel García Márquez  | Ciudad Perdida |
|  |  | 100 000 pesos | 153 x 66 mm | Grøn, Akvamarin | Carlos Lleras Restrepo  | Wax palme i Valle de Cocora - Quindío, Barranquero fugl, Luis Vidales digt om voks palme, Liberty Bank toppakning |

|  |  | 1000 pesos   | 130 × 65 mm | Orange      | Jorge Eliécer Gaitán                                              | Buste af Jorge Eliécer Gaitán, hans underskrift og to citater                                                                           |
|  |  | 2000 pesos   | 130 × 65 mm | Beige       | Francisco de Paula Santander                                      | Casa de la Moneda, Bogotá |
|  |  | 5000 pesos   | 140 × 70 mm | Grøn        | José Asunción Silva                                               | Landskab, hvor Elvira, søster til Jose Asuncion Silva (og hans hemmelige kærlighed) og ekstraheret Nocturno III digte inspireret hende. |
|  |  | 10 000 pesos | 140 × 70 mm | Bordeaux    | Policarpa Salavarrieta                                            | Plaza de Guaduas |
|  |  | 20 000 pesos | 140 × 70 mm | Blå         | Julio Garavito Armero og månen, en henvisning til Garavito krater | Jorden som set fra Månens overflade |
|  |  | 50 000 pesos | 140 × 70 mm | Lilla, Hvid | Jorge Isaacs                                                      | Prøver roman "María", Billede ejendom El Paraíso (Guacarí, Valle del Cauca).                                                            |

| Artikelstump | Spire Denne artikel om penge eller valuta er en spire som bør udbygges. Du er velkommen til at hjælpe Wikipedia ved at udvide den. |